# 북부여
북부여(北夫餘)는 해모수왕이 세운 부여계 국가이며, 동시에 후일 해부루왕이 세운 동부여와 구분짓기 위해 부르는 명칭이다. 
북부여와 동부여는 원래 하나여서 애초에 북부여와 동부여는 따로 존재하지 않았고 의려왕 대에 부여의 일부 세력이 북옥저로 도피하고부터 북부여와 동부여가 나뉘었단 견해가 있다.